# G. Schneider & Sohn
Pour les articles homonymes, voir Schneider.
G. Schneider & Sohn GmbH est une brasserie à Kelheim et dont le siège social est à Munich, dans le Land de Bavière.

## Histoire
Le fondateur Georg Schneider est le premier bourgeois à recevoir le privilège de pouvoir brasser de la bière de froment du roi Louis II de Bavière. La brasserie d'origine se situe dans la vieille ville de Munich au Tal 7.
L'entreprise est dirigée par un descendant masculin de la famille Schneider du prénom Georg depuis sa création en 1872 ; Georg VI depuis 2000. En 1946, la production est délocalisée de Munich à Kelheim après la destruction des installations de production par les bombardements alliés en 1944. Le siège de l'entreprise est toujours à Munich.
La Weisse Brauhaus zu Kelheim, le site de production actuel, est la plus ancienne brasserie de Weizenbier de Bavière. Elle est fondée en 1607 par le duc Maximilien Ier sous le nom de Weisses Hofbräuhaus et fait partie de l'entreprise depuis 1928.
Le centre de service et de logistique est situé à Saal an der Donau.
G. Schneider & Sohn est un membre fondateur de Die Freien Brauer.

## Production
Le produit de base est la TAP 7 Mein Original, anciennement Schneider Weisse Original, qui est brassée selon la recette originale de 1872. Avec le changement de nom de la gamme en 2009, d'autres produits voient le jour, il s'agit d'attirer l'attention sur le fait que la brasserie fabrique également les produits TAP 1 à TAP 6.
Au fil du temps, l'entreprise élargit sa gamme et, après avoir renommé les bières, commercialise les produits suivants :
- TAP1 Helle Weisse, auparavant Schneider Weisse Weizenhell, depuis le milieu des années 1990
- TAP2 Kristall, auparavant Schneider Weisse Kristall
- TAP3 Alkoholfrei, auparavant Schneider Weisse Alkoholfrei
- TAP4 Festweisse, auparavant Schneider Georg Schneiders Wiesen Edel-Weisse, uniquement disponible aux États-Unis jusqu'à ce qu'elle soit renommée
- TAP5 Hopfenweisse, auparavant Schneider & Brooklyner Hopfen-Weisse
- TAP6 Aventinus, auparavant Schneider Aventinus Weizendoppelbock
- TAP7 Original, auparavant Schneider Weisse Original
- TAP9 Aventinus Eisbock, auparavant Aventinus Weizen-Eisbock
- TAP11 Leichte Weisse, auparavant Schneider Weisse Leicht
- TAPX - Braukreationen

Depuis fin 2020, la brasserie brasse et vend également une helles de fermentation basse appelée Schneider's Helles Landbier, qui n'était initialement disponible qu'à l'exportation. Elle est également disponible en Allemagne depuis le printemps 2021 et vendue sous la marque distincte Landbrauerei Georg Schneider und Sohn.
De plus, Aventinus Edelbrand, une eau-de-vie de bière de blé avec 42% d'alcool, est produite à partir de l’Aventinus Eisbock.